# 卑詩體育館
卑詩體育館（英文：BC Place）是一座位於加拿大卑詩省溫哥華市中心的多用途體育館，由卑詩省政府屬下的公營機構PavCo營運。體育館於1983年落成，是加拿大首座。其屋頂當時為具彈性的薄膜，由氣壓支撐，曾是世上最大的同類型體育館，更因其外貌而被溫哥華華人戲稱為「菠蘿包」。2010年至2011年間場館進行改建，屋頂改為開合式設計。
卑詩體育館從開幕至今一直是加拿大加式足球聯盟旗下卑詩雄獅隊的主場館，並從2011年起成為美國職業足球大聯盟旗下溫哥華白浪隊的主場館。場館也曾舉辦過1986年世界博覽會和2010年冬季奧運會的開幕及閉幕儀式，以及2010年冬季殘奧會的開幕儀式，是歷屆奧運會中首次於室内場館舉行開幕及閉幕式。此外，體育館也不時舉辦大型展覽活動。體育館的外圍有一個為運動員泰瑞·福克斯建立的紀念碑，而卑詩體壇名人堂則設於體育館的内部。
同時加拿大因主辦2015年女子世界杯足球赛，溫哥華成爲申辦城市之一。是屆女子世界盃將會有九場賽事於卑詩體育館舉行，其中包括五場分組賽、兩場16強賽、一場半準決賽及一場決賽。
場館座落福溪北岸，臨近溫哥華架空列車的體育館－華埠站。

## 體育活動

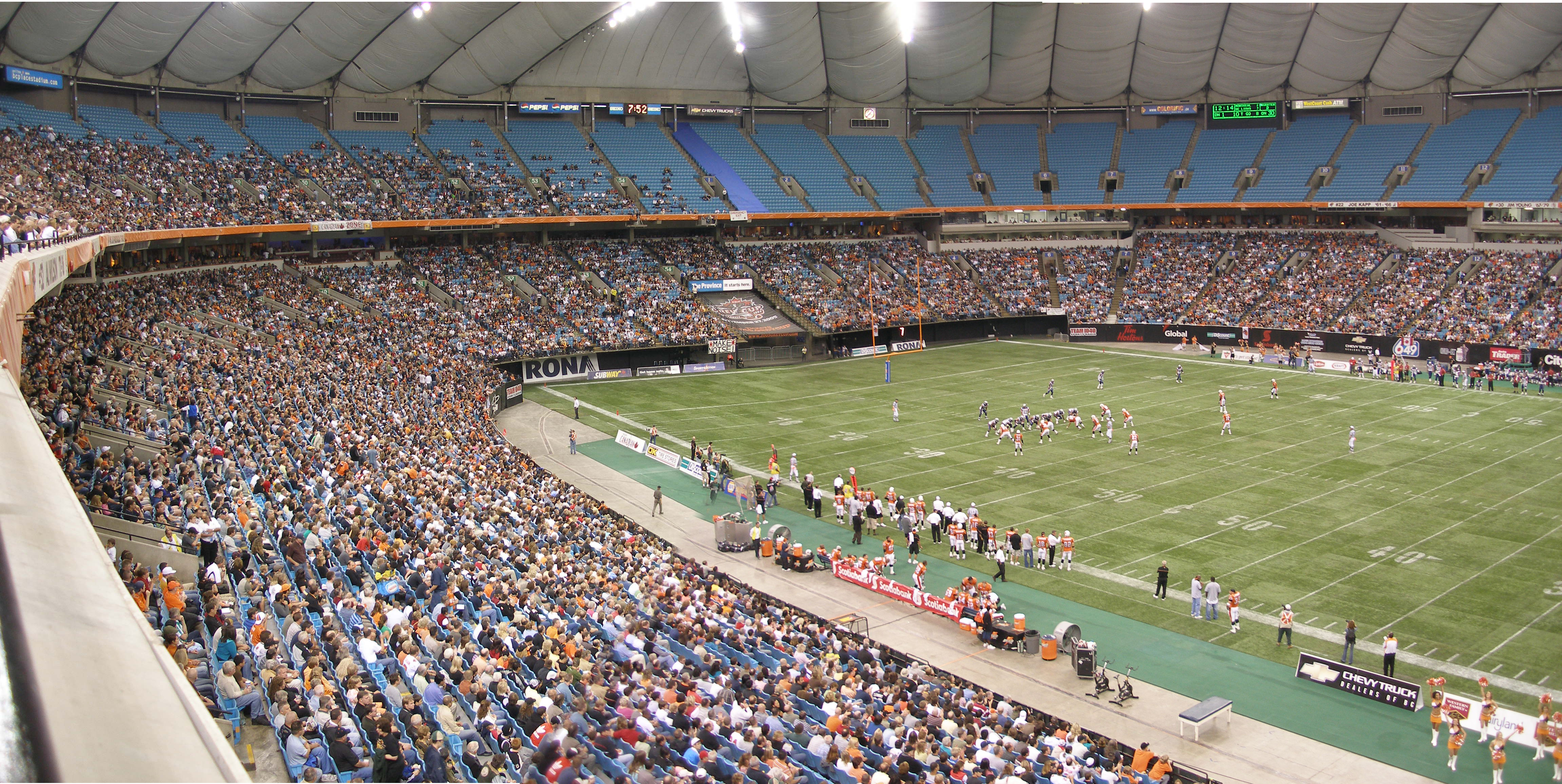
雄獅隊在卑詩體育館作賽（攝於2005年）

體育館現時是加拿大加式足球聯盟（CFL）旗下卑詩雄獅隊的主場館，於1980年代初期也曾經是北美足聯旗下溫哥華白浪隊的主場地。體育館的翻新工程完結後，於2011年加盟美國職業足球大聯盟的溫哥華白浪亦移師至此作主場。
體育館曾分別於1983年、1986年、1987年、1990年、1994年、1999年和2005年舉辦加式足球聯盟的總決賽－格雷杯，當中卑詩雄獅隊於1994年度格雷杯擊退巴爾的摩隊。卑詩體育館將於2011年舉辦第99屆格雷杯。
卑詩體育館也分別於1987年和1998年舉辦澳式足球聯盟和國家美式橄欖球聯盟示範賽；三藩市49人於1998年的示範賽以24-21擊敗西雅圖海鷹。
興建場館的另一個目的是為溫哥華帶來一支美國職棒大聯盟球隊，但多年來也沒有成事。聯盟旗下的多倫多藍鳥、蒙特婁博覽會、西雅圖水手和科羅拉多落磯曾於1994年4月在場館進行示範棒球賽。

## 歷史

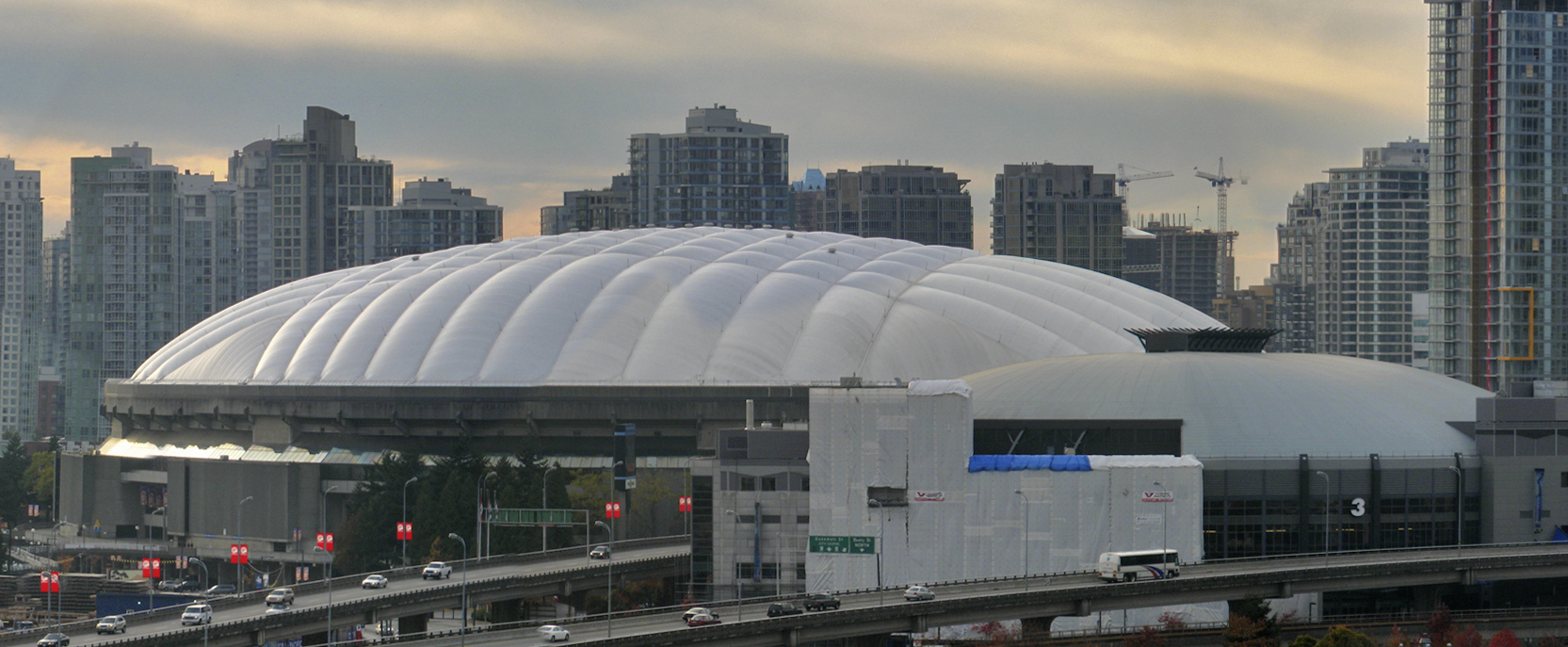
改建前卑詩體育館的外觀

位於喜士定公園內的帝國體育館於1954年落成後，一直是溫哥華市內的主要體育場館。然而，到了1970年代末，帝國體育館的狀況日趨殘舊，卑詩省各界亦開始就體育館的去向展開討論。省政府於1979年就新體育館的選址展開研究；喜士定公園、本拿比、高貴林和加拿大太平洋鐵路（CPR）所持有的溫哥華市中心地皮皆在考慮之列。研究報告建議把體育館設於CPR的市中心地皮，省政府遂於1980年斥資6000萬加元向CPR購地。新體育館於1981年動工，薄膜屋頂於1982年11月充氣。場館耗資1億2千6百萬元興建，並於1983年6月19日正式開幕。首項體育活動為同月20日舉行的北美足球聯盟賽事，由主場的溫哥華白浪以2-1擊敗西雅圖海灣人。
時任教宗若望·保祿二世於1984年9月18日出席「頌揚生命」活動，有超過65000人參加。1986年世界博覽會的開幕式則於當年5月2日在場館舉行，主禮嘉賓包括威爾斯親王查理斯、威爾斯王妃戴安娜、及時任總理梅隆尼。
第21屆冬季奧運會的開幕和閉幕儀式分別於2010年2月12日和2月28日在場館舉行，而第10屆冬季殘奧會的開幕儀式則於同年3月12日在此舉行。

### 屋頂洩氣事故

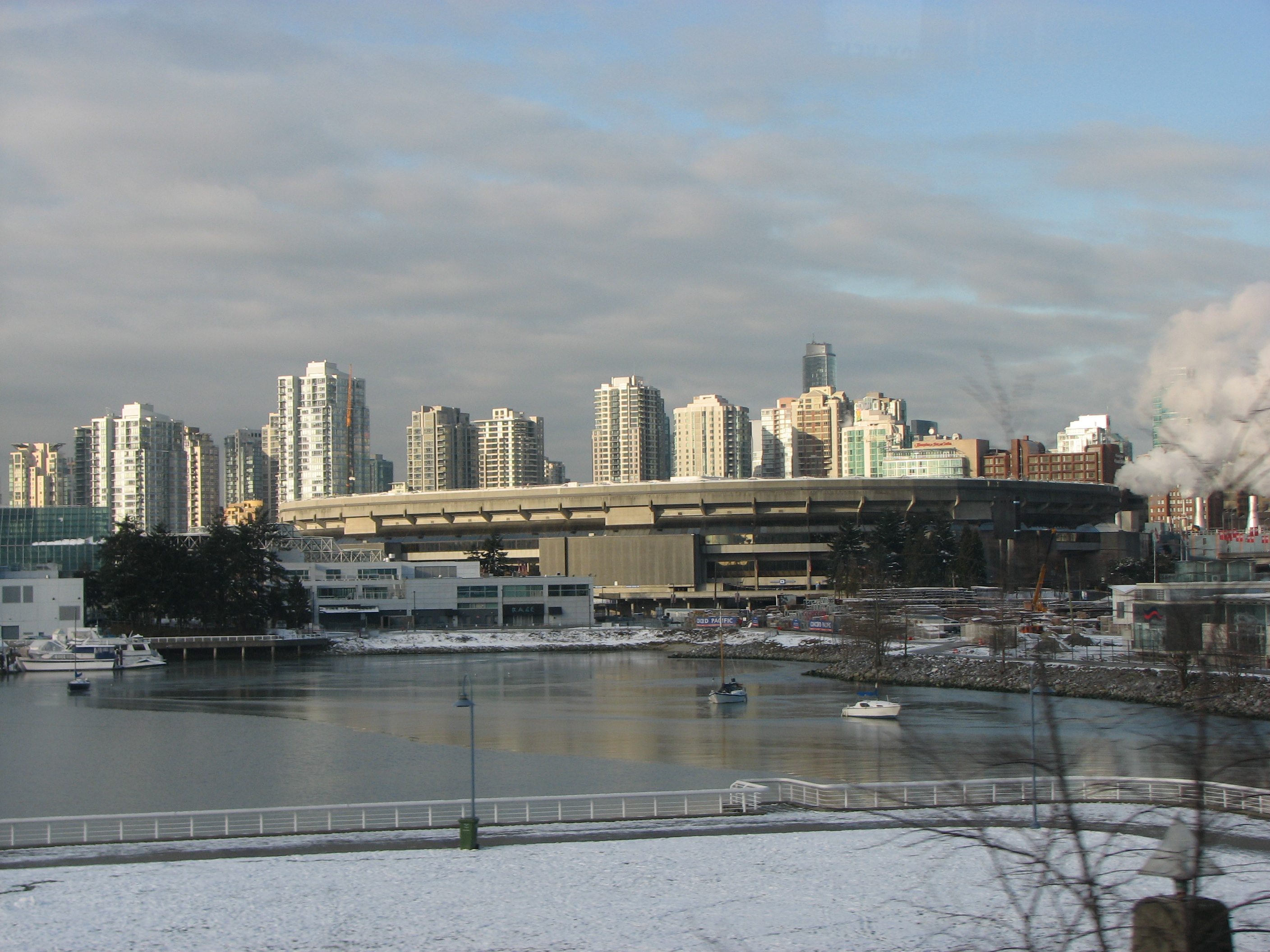
屋頂洩氣後體育館外觀

體育館的屋頂於2007年1月5日被扯破，裂痕隨著空氣對外洩出而逐漸擴大，而維修人員為了保護屋頂的其他嵌板而有系統地洩出體育館内餘下的空氣。洩氣前屋頂離混凝土建築的頂部約27米；洩氣後屋頂離觀衆席只有6米。事故中無人受傷，但掉進體育館内的雨水和溶雪則需要被泵走。
事後獨立調查報告指出事故是由氣壓快速上升再加上雪雨交集的天氣和屋頂固有的破壞造成。被損毀的嵌板於1月19日被一塊臨時嵌板取代，而屋頂亦於同日再被充氣。館方亦趕及在雄獅隊的2007球季展開前於6月裝上固定嵌板。

### 翻新及更換屋頂工程

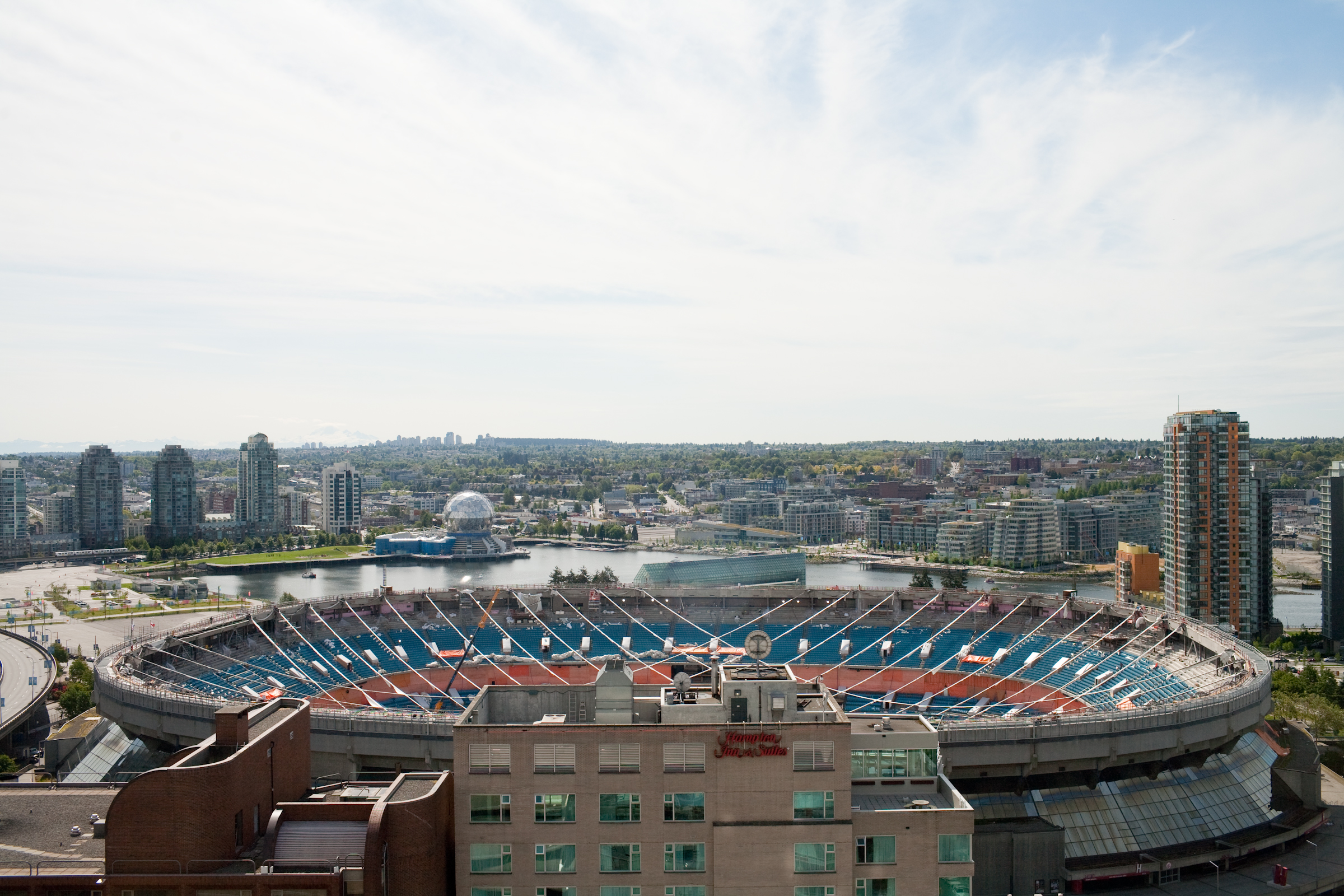
屋頂被移除後的卑詩體育館

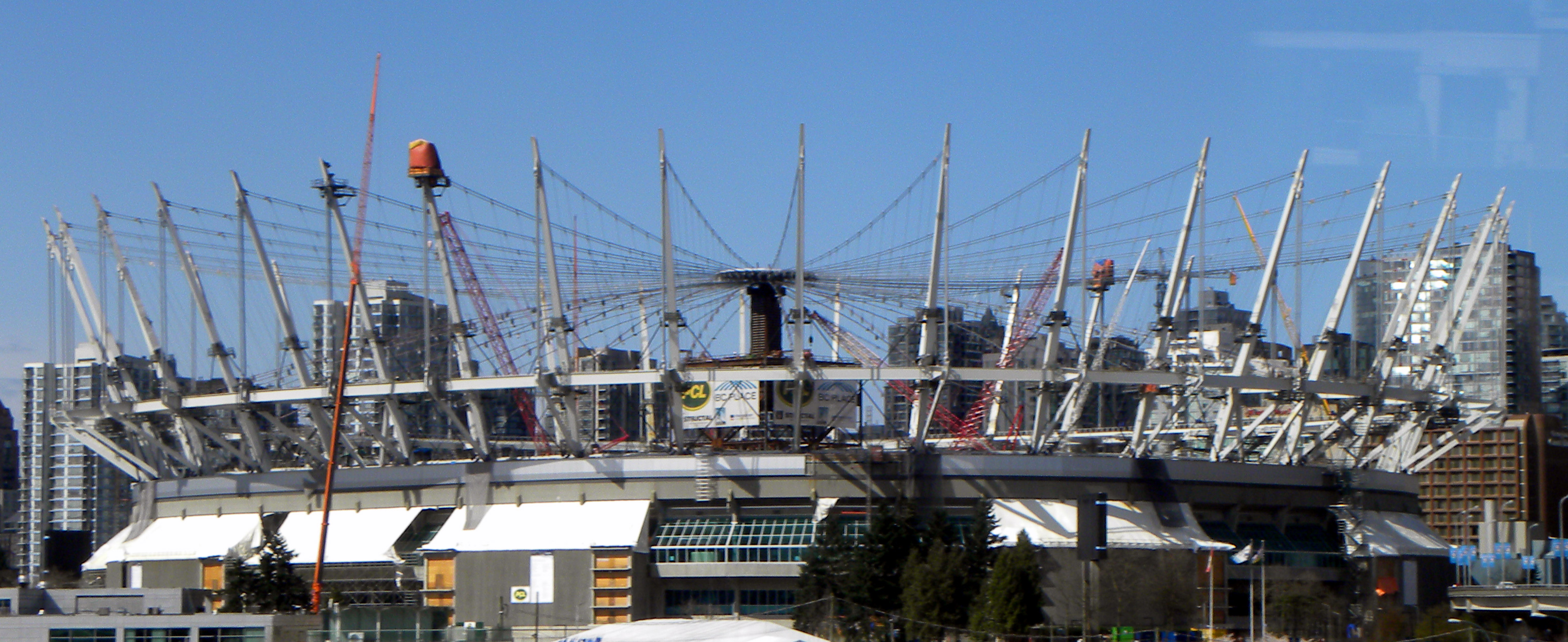
更換屋頂工程進行中（攝於2011年4月）

卑詩省政府於2008年5月16日宣佈斥資1億5千萬加元分兩期翻新體育館。第一期工程包括更新座位、洗手間和小賣部，已於2009年10月完成。第二期工程則將屋頂改為開合式設計，在冬奧會閉幕後已於2010年4月展開，而支撐著舊薄膜屋頂的空氣已於同年5月4日洩出。當局於2010年末將項目造價修訂為5億6千3百萬元。
新屋頂的設計類似法蘭克福的商業銀行球場，並由同一建築師設計，屋頂開合需時約20分鐘。工程進行期間，卑詩雄獅隊和溫哥華白浪隊於喜士定公園興建的臨時場館帝國球場作賽。
改建後的卑詩體育館於2011年9月30日重新對外開放，首場體育活動為同日舉行的CFL賽事，由主場的卑詩雄獅隊以33-24擊敗愛民頓愛斯基摩人隊。

## 另見
- 奧林匹克體育場

## 外部連結
- 官方网站

| 前任： 杜林奧林匹克體育場 杜林 | 冬季奧林匹克運動會 開閉幕式 (奧林匹克體育場) 2010 | 繼任： 菲什特奧林匹克體育場 索契 |

| 前任： 德國商業銀行競技場 法蘭克福 | 國際足總女子世界盃 決賽場館 2015 | 繼任： 盧米埃爾球場 里昂 |